# Jonna Adlerteg
Jonna Eva-Maj Adlerteg (Västerås, 6 juni 1995) is een Zweedse gymnaste. Ze won brons op de brug met ongelijke leggers op de Olympische Jeugdspelen in 2010 in Singapore. Adlerteg kwalificeerde zich voor de Olympische Spelen in Londen. Hierdoor was ze na Veronica Wagner de tweede Zweedse gymnaste die zich wist te kwalificeren voor de Olympische Spelen in de 21ste eeuw. Met een zilveren medaille, op de Europese kampioenschappen in Moskou in 2013, won ze de voor zweden voor het eerst een medaille in gymnastiek, op de brug met ongelijke leggers.

## Loopbaan

### 2010
Adlerteg vertegenwoordigde Zweden op de Olympische Jeugdzomerspelen van 2010 in Singapore. Hier eindigde ze 10de op de individuele meerkamp. Op de balk werd ze 8ste en 7de op de vloer. Haar beste resultaat was een bronzen medaille op de brug. Het goud was voor Viktoria Komova en zilver voor Tan Sixin. De bronzen medaille was een van de vijf medailles op de deze spelen voor Zweden.

### 2011

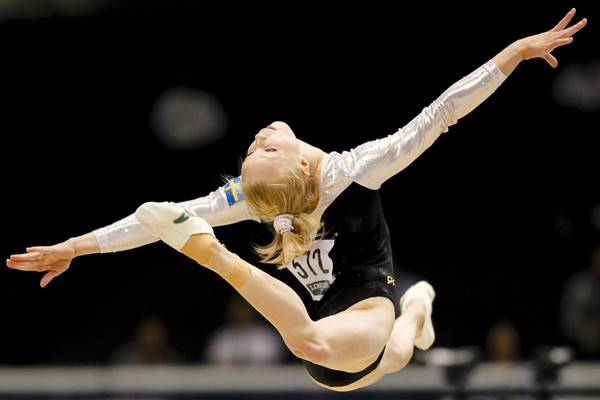
Adlerteg op het Wereldkampioenschap van 2011

Op het Europees kampioenschap in Berlijn was ze de jongste deelneemster en eindigde 23ste op de individuele meerkamp. Later dat jaar nam ze deel aan de Wereldbeker in Gent waar ze 4de op de brug en 6de op de vloer werd. Met een score van 51.966 behaalde ze een 64ste plaats op het Wereldkampioenschap in Tokio.

### 2012
Op het Test Event voor de Olympische spelen in Londen eindigde ze op een 42ste plaats. Hierdoor kreeg ze een ticket voor de Spelen.  Zo werd ze de tweede Zweedse gymnaste in de 21ste eeuw, na Veronica Wagner, dat mocht deelnemen aan de Spelen.
Na het Test Event nam Adlerteg deel aan het Europees kampioenschap in Brussel, ze nam er met het Zweedse team deel aan de meerkamp waar ze 16de werden. Op de Wereldbeker in Gent eindigde ze op de vierde plaats op de brug.
Op de spelen in Londen werd ze op de balk 63ste, met 12.2 punten. Op de individuele meerkamp behaalde ze 52.199 punten hierdoor eindigde ze op een 39ste plaats, dit was niet goed genoeg om zich te kwalificeren voor een finale. Ook voor de brug met ongelijke leggers kon ze niet kwalificeren voor een finale. Tijdens de kwalificaties turnde ze een score van 13.933 wat goed was voor een 31ste plaats.

### 2013
Op de brug met ongelijke leggers tijdens het Europees kampioenschap in Moskou moest Adlerteg enkel Aliya Mustafina voor haar laten. Ze wist zich te kwalificeren voor de finale aan de brug met een score van 14.333 wat goed was voor een 4de plaats. Tijdens de finale turnde ze beter en won ze de zilveren medaille met 14.633 punten. Dit was de eerste medaille in gymnastiek in meer dan 50 jaar op een Europees kampioenschap.

### 2014
Ze nam van 3 tot 12 oktober deel aan het Wereldkampioenschap in in Nanning, China.

### 2015
Ze startte het seizoen op de wereldbeker van Cottbus waar ze de goud won op de brug met een score van 15.033.
In april  kwalificeerde ze zich voor de finale van de Meerkamp Tijdens het Europees kampioenschap in Montpellier. Maar tijdens vloer oefening blesseerde ze haar voorste kruisbanden. Hierdoor was ze genoodzaakt om de competitie te staken.

### 2016
In maart nam ze deel aan de wereldbeker in Doha tijdens de kwalificatie scoorde ze 15.0 en scoorde zo het beste resultaat. Tijdens de finale behaalde ze 14.925. Dit was 0.675 punten meer dan de Braziliaanse Rebeca Andrade die zilver won. Tijdens de afsprong voelde ze pijn aan haar knie. Ze miste de medailleceremonie om naar de dokter te kunnen gaan. Haar coach nam haar medaille in ontvangst. Na onderzoeken in Zweden bleek dat haar meniscus gescheurd was. Een operatie was onvermijdelijk. Hierdoor miste ze deelname aan het Olympische Test Event in Rio.

#### Olympische Spelen
Adlerteg zou samen met Emma Larson naar Boston verhuizen om te kunnen trainen in voorbereiding op de Olympische spelen. Na haar blessure in Doha was er spraken om Adlerteg te vervangen door Marcela Torres maar uiteindelijk nam enkel Larson deel aan het test event. Zo was Larson de enige Zweedse die deelnam aan de Olympische Spelen.

### 2017
In 2017 nam ze deel aan het Wereldkampioenschap in Montreal. Ze scoorde 12.633 tijdens de kwalificatie en kon zich hier door niet kwalificeren voor een finale op de brug.

### 2018
Adlerteg nam deel aan de Europees kampioenschap in Glasgow op de brug met ongelijke leggers. Tijdens de kwalificaties behaalde ze 14.600 punten en behaalde zo meeste aantal punten in de kwalificatie. Tijdens de finale turnde ze 14.533 goed voor een zilveren medaille.

## Palmares

### Senior
| Jaar | Evenement                 | Team | AA  |  |        |  |  |
| ---- | ------------------------- | ---- | --- |  | ------ |  |  |
| 2018 | Paris Challenge Cup       |      |     |  | Zilver |  |  |
| 2018 | Szombathely Challenge Cup |      |     |  | Goud   |  |  |
| 2018 | Europees kampioenschap    |      |     |  | Zilver |  |  |
| 2018 | Zweeds kampioenschap      |      |     |  | Goud   |  |  |
| 2018 | Noordse kampioenschappen  |      |     |  | Goud   |  |  |
| 2017 | Wereldkampioenschap       |      | 138 |  | 50     |  |  |
| 2017 | Paris Challenge Cup       |      |     |  | 12     |  |  |
| 2017 | Szombathely Challenge Cup |      |     |  | Goud   |  |  |
| 2016 | Doha World Challenge Cup  |      |     |  | Goud   |  |  |
| 2016 | Toernooi van Sidijk       |      | 13  |  | Zilver |  |  |
| 2015 | Europees kampioenschap    |      | 24  |  |        |  |  |
| 2015 | Wereldbeker Cottbus       |      |     |  | Goud   |  |  |